# Pseudodistoma cyrnusense
An Pseudodistoma cyrnusense es una especie de ascidia de la familia Pseudodistomidae. El nombre científico de la especie fue publicado válidamente por primera vez en 1952 por Pérès.

## Referencias

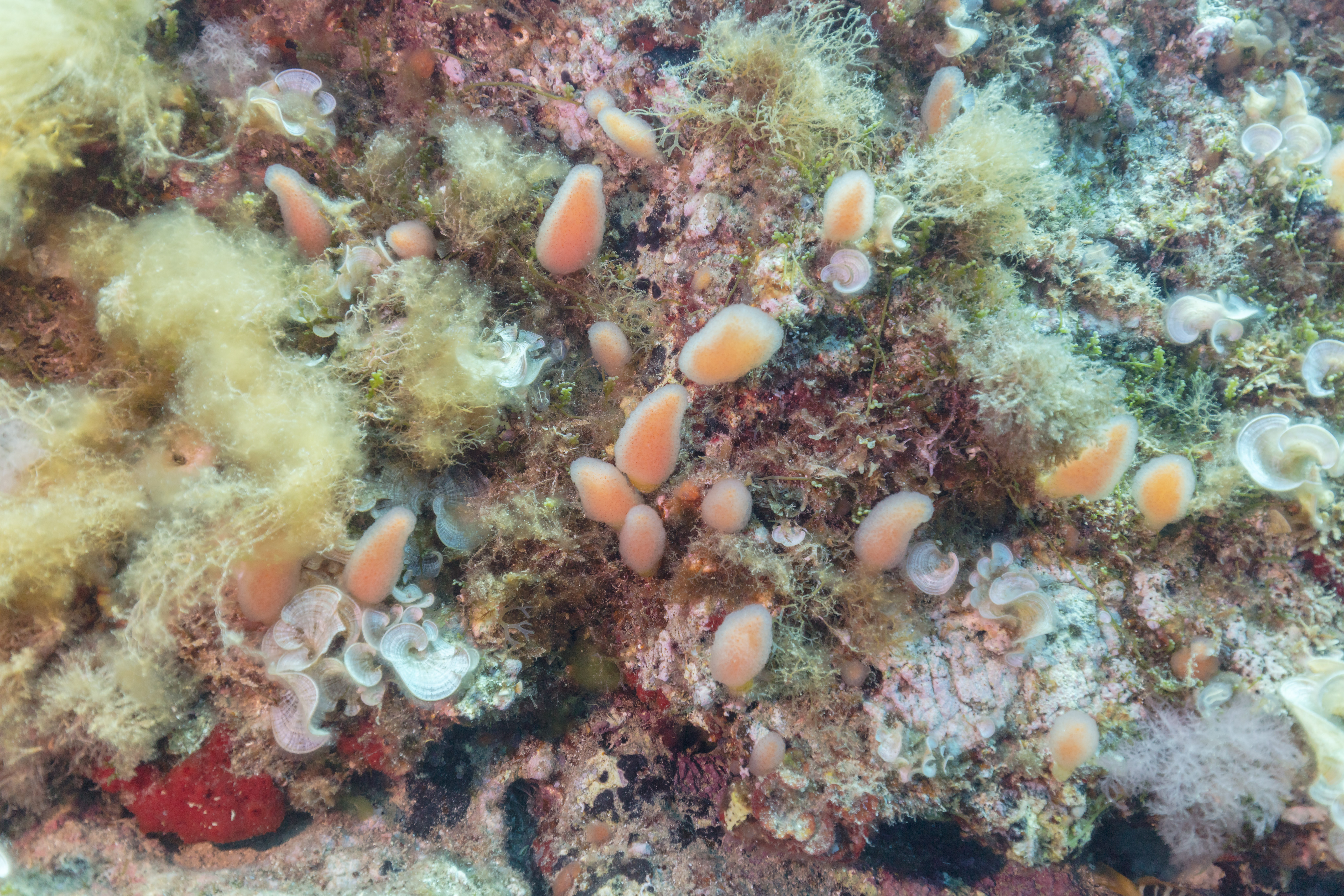
Colonia.